# Selenogradsk
Selenogradsk (russisch Зеленоградск, anhörenⓘ, übersetzbar in etwa mit Grüne Stadt), deutsch Cranz (früher auch Cranzkuhren, litauisch Krantas), ist ein Kur- und Badeort an der Samlandküste in der russischen Oblast Kaliningrad, im ehemaligen Ostpreußen. Die Stadt Selenogradsk ist Verwaltungssitz der kommunalen Selbstverwaltungseinheit Stadtkreis Selenogradsk im Rajon Selenogradsk.

## Geographische Lage
Der Badeort an der Ostseeküste liegt im Nordwesten der historischen Region Ostpreußen, etwa 40 Kilometer nordöstlich von Primorsk (Fischhausen) und 28 Kilometer nördlich von Königsberg (Kaliningrad).

## Geschichte

Cranz (Kranz) nördlich von Königsberg auf dem Südausläufer der Kurischen Nehrung, auf einer Landkarte von 1910

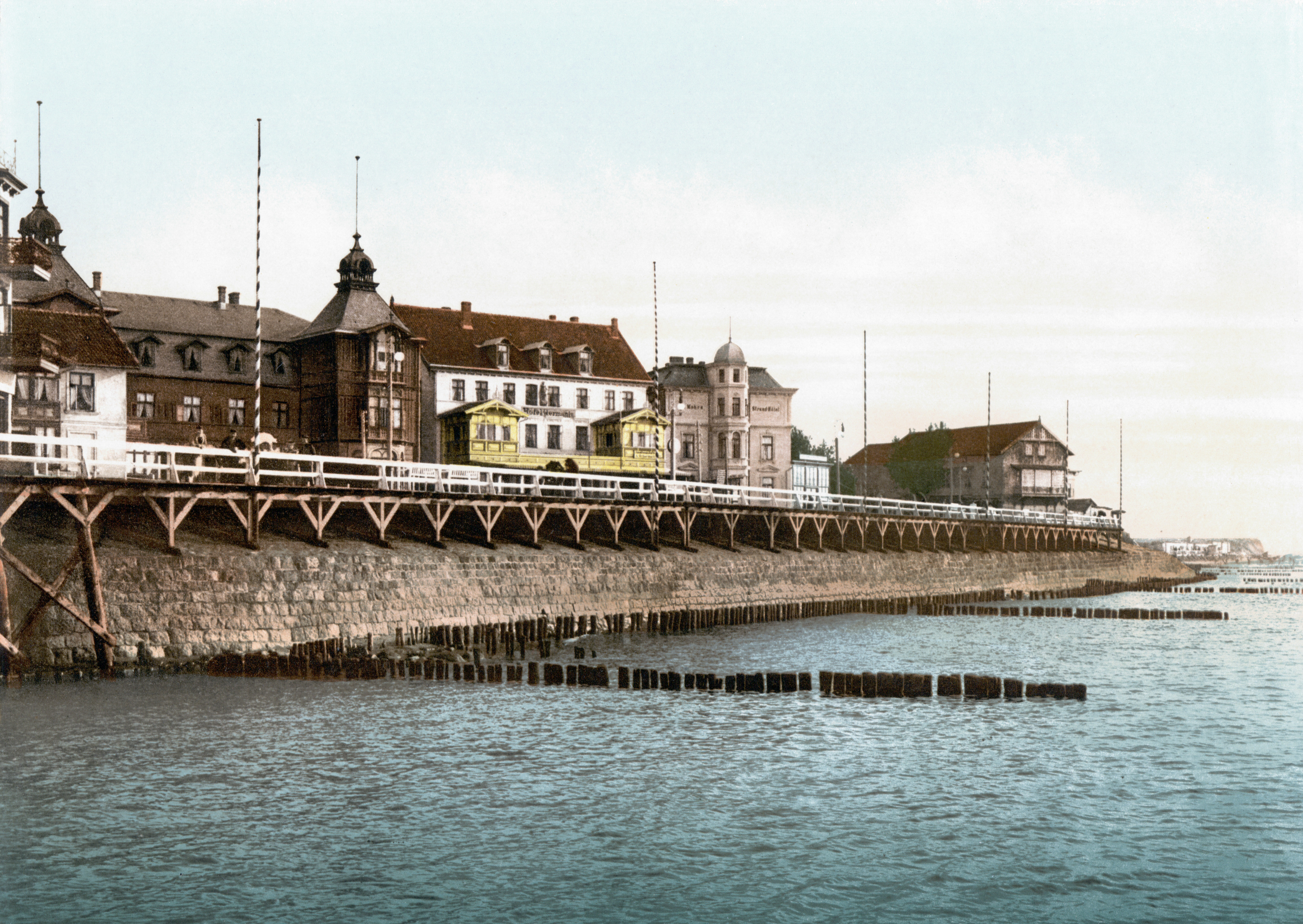
Uferpromenade von Cranz in der Nähe des Ortszentrums um 1900 (links von der Bildmitte das Hotel Germanin).

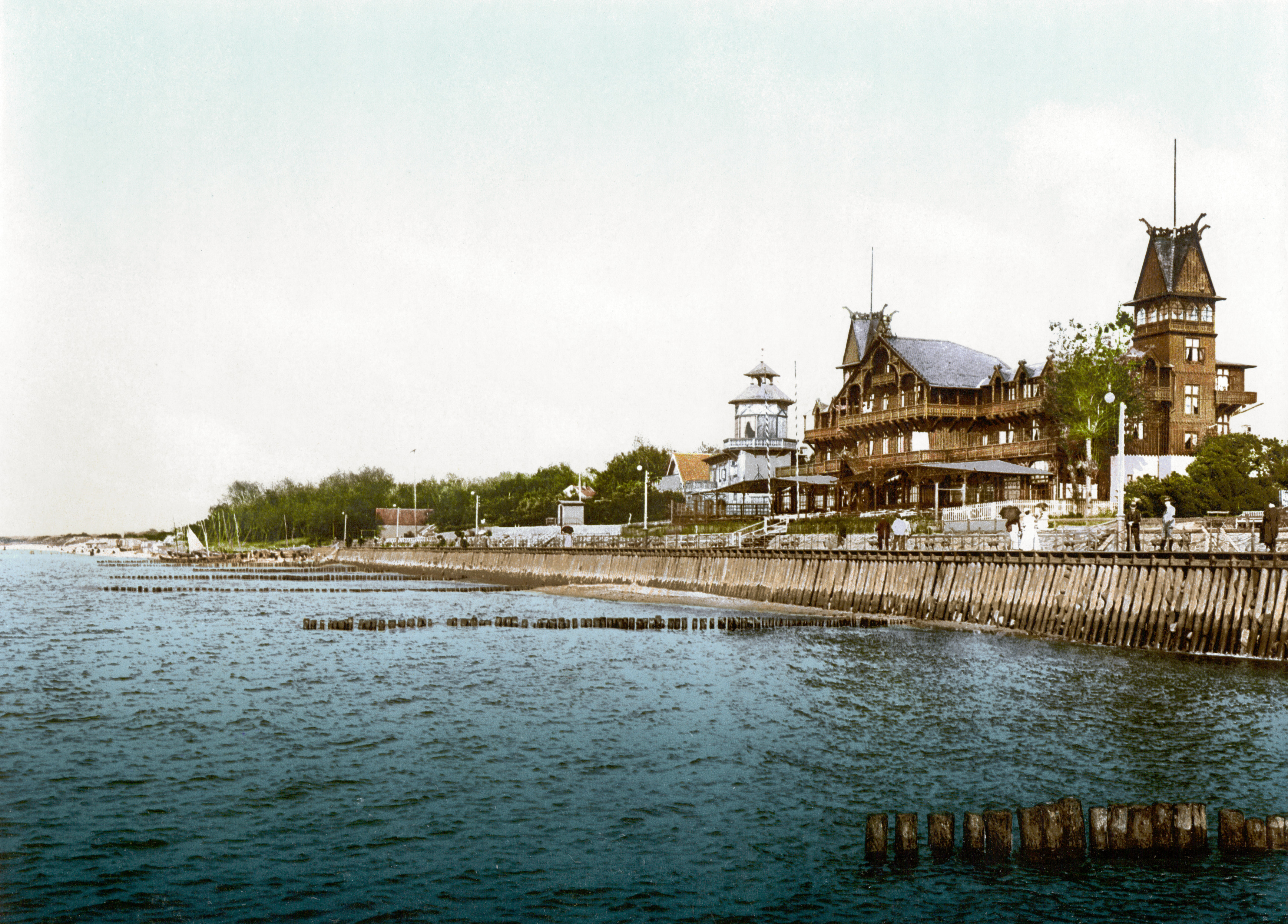
Damenbad von Cranz um 1900.

Küstenabschnitt am Kurischen Haff von Brüsterort (ganz links im Bild) bis Cranz (damals Kranz geschrieben, ganz rechts im Bild) auf einer Landkarte von 1910.

Ursprünglich war der Ort an der Küste (kurisch kranta, krant: Strand, Ufer
altpreußisch/ prußisch: krantas: Strand, Rand, Ufer, Küste; vgl. dänisch: skrænt) ein Fischerdorf. 1785 wurde Cranzkuhren als ein königliches Fischerdorf bezeichnet, das Sitz eines königlichen Forstamts ist, 41 Feuerstellen (Haushaltungen) aufweist, zum Hauptamt Grünau gehört und in Rudau eingepfarrt ist.
Das Seebad Cranz wurde 1816 auf Betreiben des Königsberger Arztes Friedrich Christian Kessel (1765–1844) gegründet. Zu den beiden Badebuden kam 1817 ein Warmbad. Der Badeort war bereits um 1830 stark besucht. Der 1836 gegründete Kesselsche Verschönerungsverein schuf Gartenanlagen und stellte bis Anfang des 20. Jahrhunderts Ruhebänke auf. Im Jahr 1858 hatte die Gemarkung des Dorfs einen Flächeninhalt von 712 Morgen.
Während die übrigen nördlichen samländischen Seebäder hohe Steilufer aufweisen, breitet sich Cranz auf niedrigen Uferhügeln aus, die im Nordosten von einem etwa 1000 Hektar großen, mit Laubbäumen untermischten Kiefernwald bedeckt sind. Unmittelbar am Strand zog sich eine 1.400 Meter lange Uferpromenade entlang. Diese bestand über eine Länge von 900 Metern und eine durchgängige Breite von fünf Metern aus Holzbohlen, die auf eingemauerten Pfählen ruhten. Auf der Promenade befanden sich Ruhebänke, und von ihr aus führten Treppen hinab zum breiten Badestrand. Etwa von halber Länge aus führte die Promenade in westlicher Richtung zum Herrenbad und in östlicher Richtung zum Damenbad. Laufbrücken führten innerhalb des Badegeländes weit in die See hinaus. Bei Sonnenuntergang war die Promenade Sammelpunkt der Badegäste. Bereits am Anfang des 20. Jahrhunderts war sie abends elektrisch beleuchtet und daher in ihrer Art unter den deutschen Ostseebädern einzigartig. Während der Kaiserzeit entwickelte sich Cranz zum bedeutendsten Badeort der ostpreußischen Küste. Im Jahr 1908 wurden hier 13.277 Besucher registriert, meist Ost- und Westpreußen sowie Schlesier, aber auch viele Polen und Russen (meist jüdischer Herkunft).

Lageplan von Cranz um 1910.

Nach dem Bau der Königsberg-Cranzer Eisenbahn war Cranz ab 31. Dezember 1885 von Königsberg aus bequem zu erreichen. Am Anfang des 20. Jahrhunderts hatte Cranz eine evangelische Kirche, eine Synagoge, ein Elektrizitätswerk, eine Düneninspektion und eine Rettungsstation. Neben dem Bade-Tourismus blieb die Fischerei ein bedeutender Erwerbszweig. Die Cranzer Räucherflundern galten als besondere Delikatesse.
Obwohl Cranz zu Beginn des Zweiten Weltkriegs fast 6000 Einwohner hatte, bekam der Ort keine Stadtrechte. Cranz gehörte bis Kriegsende 1945 zum Landkreis Samland im Regierungsbezirk Königsberg der Provinz Ostpreußen des Deutschen Reichs. Die Ortschaft erlitt während des Kriegs nur geringfügige Zerstörungen.
Gegen Ende des Zweiten Weltkriegs flüchteten viele deutsche Einwohner am Anfang des Jahres 1945. Nach Ende der Kampfhandlungen wurde die Region zusammen mit der ganzen nördlichen Hälfte Ostpreußens von der Sowjetunion unter eigene Verwaltung genommen. Cranz litt trotz der wiedererlangten Bedeutung als Badeort durch fortschreitende Vernachlässigung und verlor seine Vorrangstellung an Swetlogorsk (Rauschen).
Am 17. Juni 1947 wurde für Cranz die Ortsbezeichnung Selenogradsk („Grünstadt“) eingeführt und der Ort bekam dabei die Stadtrechte. Am 25. Juli 1947 wurde Selenogradsk zum Sitz des Rajon Primorsk (heute Rajon Selenogradsk) bestimmt, nachdem es diese Rolle faktisch schon seit 1946 innehatte. Von 1963 bis 1965 war die Stadt rajonfrei und ist seither Zentrum des Rajon Selenogradsk. Die Region war bis zum Zerfall der Sowjetunion im Jahre 1991 Teil der Russischen Sozialistischen Föderativen Sowjetrepublik und gehört seitdem zur Russischen Föderation.
Im Jahr 1999 erhielt Selenogradsk des Status eines Kurorts.
2002 wurden die Orte Klinzowka (Wickiau), Malinowka (Wargenau), Priboi (Rosehnen), Sosnowka (Bledau) und Wischnjowoje (Wosegau) in die Stadt Selenogradsk eingemeindet.
Seit 2005 gibt es eine Partnerschaft mit der Stadt Ostseebad Kühlungsborn in Mecklenburg-Vorpommern.
Forscher vermuten etwa drei Kilometer südlich der Stadt den Handelsplatz aus der Zeit der Wikinger Wiskiauten, heute Mochowoje.

### Demographie
| Jahr | Einwohner | Anmerkungen                                |
| ---- | --------- | ------------------------------------------ |
| 1816 | 0268      | [ 15 ]                                     |
| 1831 | 0314      | [ 3 ]                                      |
| 1840 | 0402      | in 86 Wohnhäusern                          |
| 1858 | 0782      | davon 780 Evangelische und zwei Katholiken |
| 1864 | 0925      | am 3. Dezember                             |
| 1900 | 2093      | [ 7 ]                                      |
| 1905 | 2598      | [ 8 ]                                      |
| 1910 | 2570      | Gemeinde, am 1. Dezember                   |
| 1933 | 4667      | [ 19 ]                                     |
| 1939 | 5089      | [ 19 ]                                     |

| Jahr             | 1959 | 1970 | 1979 | 1989   | 2002   | 2010   | 2021   |
| Anzahl Einwohner | 6866 | 9172 | 9781 | 10.786 | 12.509 | 13.026 | 16.625 |

## Tourismus

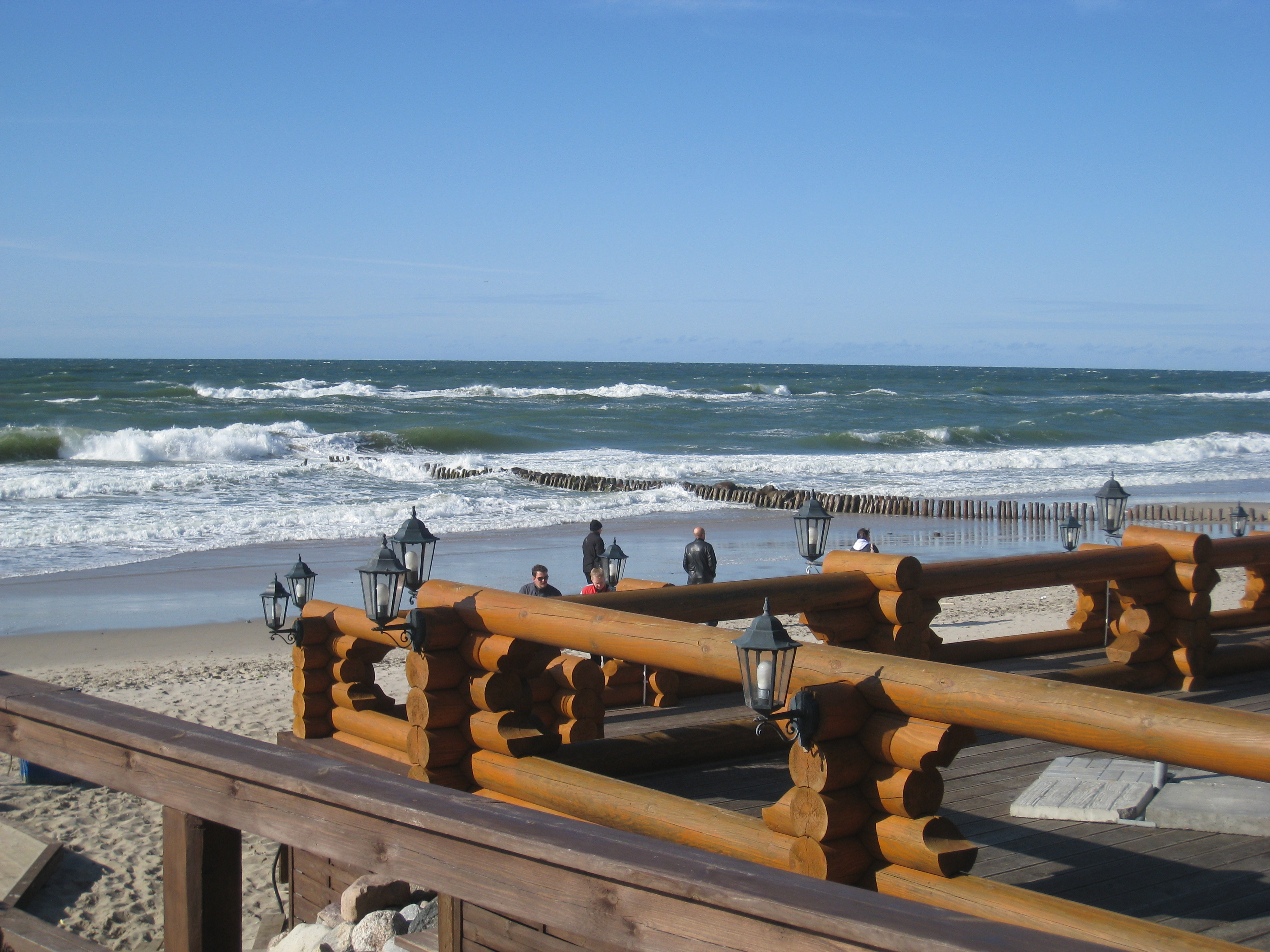
Badestrand (2012)

Selenogradsk hat vor allem Bedeutung für den Wochenendtourismus von Kaliningrad aus. Hier befinden sich viele Ferienlager für russische Jugendorganisationen. Deutsche und andere Ausländer sind sehr selten. In den 2000er Jahren begann eine rege Bautätigkeit. Es entstehen weiterhin viele Privathäuser für reiche Moskauer und Tourismuseinrichtungen. Die lange Seepromenade lädt zum Spazieren ein. Die Restaurants sind modern und auf westlichem Standard. Eine Seebrücke ergänzt die Promenade. WLAN ist kostenlos und direkt zugänglich. Die Stadt mit ihren Straßen ist ausgesprochen sauber. Die Badesandstrände liegen östlich und westlich der gepflasterten Promenade der Innenstadt.
Der 1905 errichtete Wasserturm Selenogradsk dient heute u. a. als Ausstellungsgebäude.

## Verkehr

### Straßen
Der Ort ist durch die Fernstraße A 191 (ehemalige deutsche Reichsstraße 128) mit Kaliningrad (Königsberg) und dem südlichen Samland verbunden. Aus Gründen der Überbelastung dieser wichtigen Verbindung zum Ostseebad wurde im Jahre 2009 eine zeitgemäße und schnellere Verbindung dem Verkehr übergeben: der Primorskoje Kolzo (Küstenring), der einmal alle Bäder- und Hafenstädte an der Ostsee verbinden soll. Über diese Autobahn A 217 besteht von Selenogradsk auch schnellerer Anschluss an den Flughafen Kaliningrad bei Chrabrowo (Powunden), sowie nach Westen (Stand 2017) bis zum Badeort Rauschen (Swetlogorsk).
Von Selenogradsk aus führt außerdem die Fernstraße R 515 in nördliche Richtung und durchzieht die Kurische Nehrung im russischen Teil zur Weiterfahrt auf der KK 167 im litauischen Teil bis nach Klaipėda (Memel).
Es besteht eine tägliche Busverbindung (von Kaliningrad) über die Kurische Nehrung und Nidden/Nida nach Memel und zurück.

### Schienen

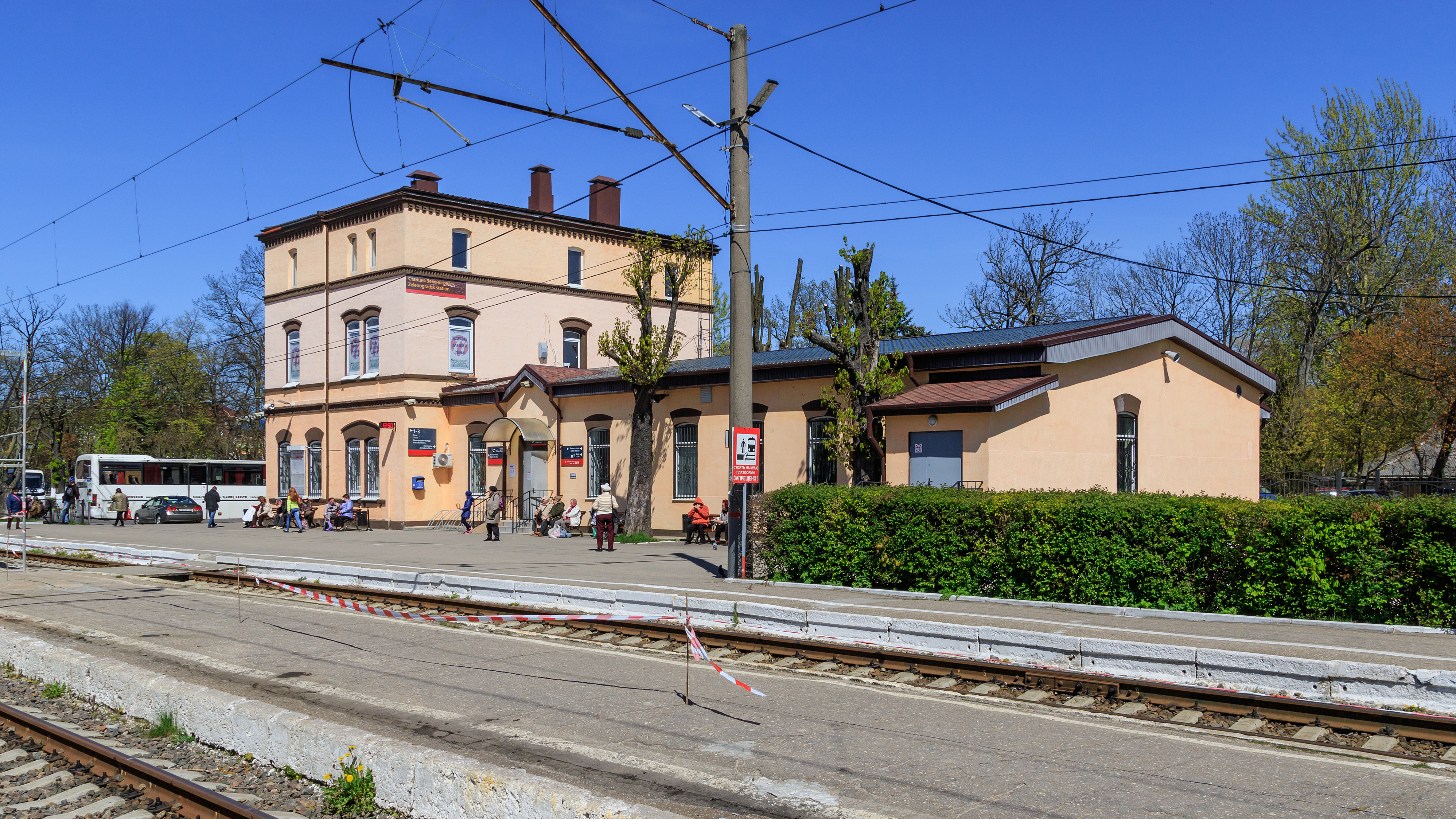
Bahnhofsgebäude (2017)

Über die Bahnstrecke Kaliningrad–Selenogradsk–Primorsk (Königsberg–Neukuhren) ist Selenogradsk auf dem Schienenwege mit der Oblasthauptstadt als Bahnknotenpunkt verbunden. Eine ausreichende Anzahl von Vorortzügen verkehrt vom Süd- über den Nordbahnhof direkt nach Selenogradsk.

## Religionen

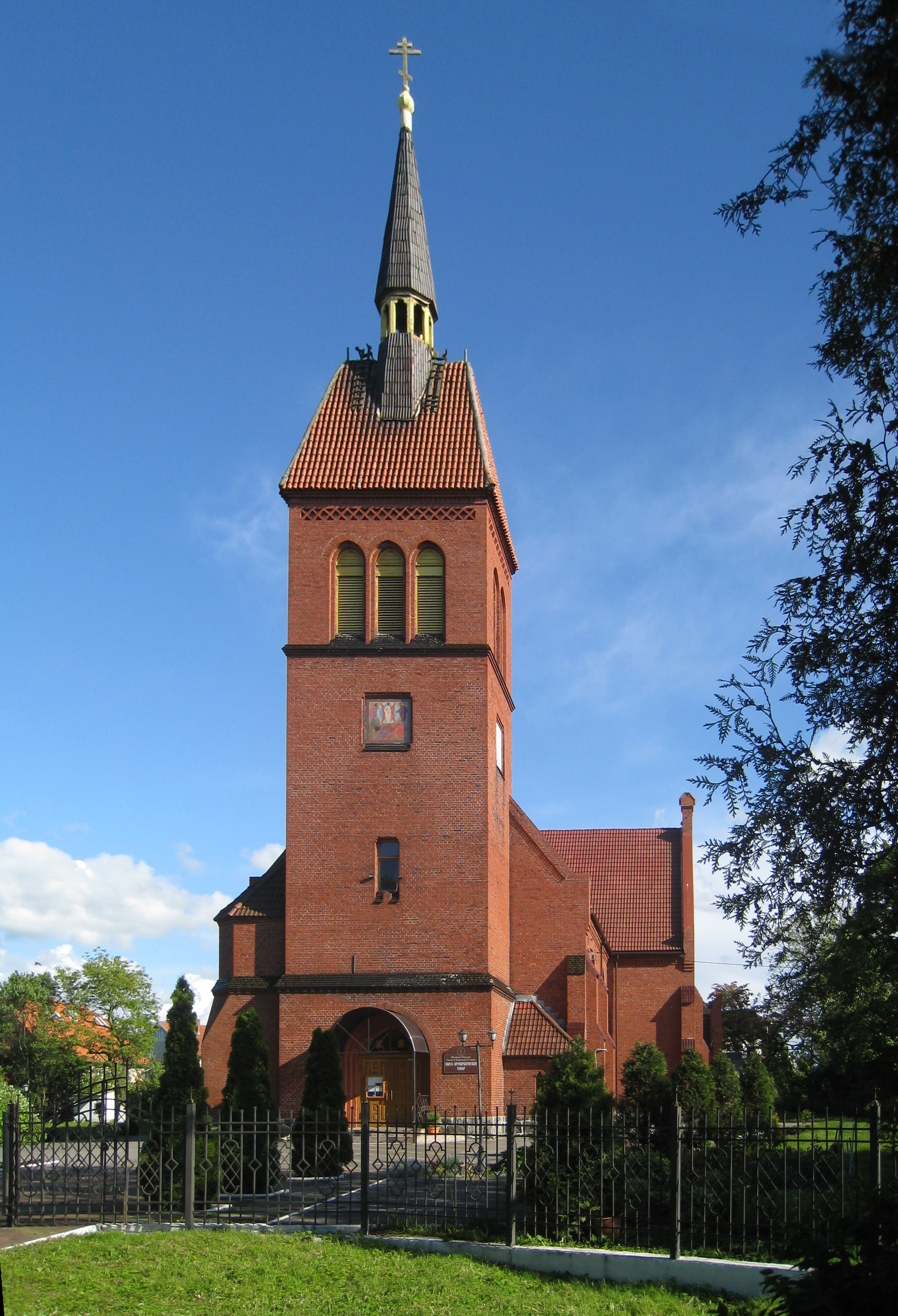
Verklärungskathedrale, vorher Adalbertkirche

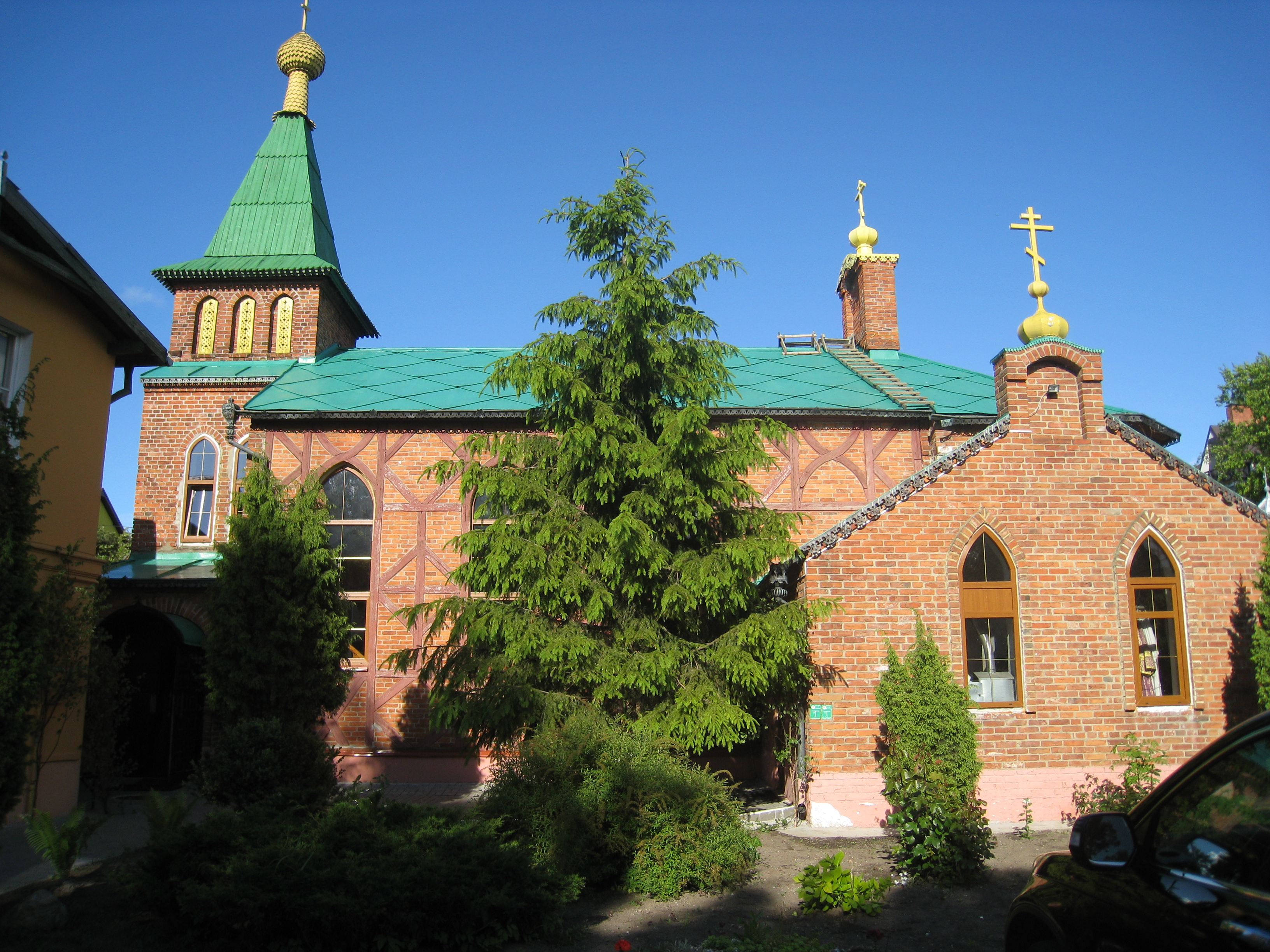
Andreaskirche, vorher Andreaskapelle

In Selenogradsk gibt es folgende Gemeinden:
- Erlöser-Verklärungs-Kathedrale, ul. Moskowskaja 40a, 1896/97 als evangelische Adalbertkirche erbaut, seit 1995 orthodox
- Kirche des heiligen Apostels Andreas des Erstberufenen, ul. Moskowskaja 13a, 1903/04 als katholische Andreaskapelle von Paul Lauffer erbaut, seit etwa 1995 orthodox
- evangelische Gemeinde, Filialgemeinde der Auferstehungskirche Kaliningrad[22]

Weitere Sakralbauten waren:
- ehemalige Baptistenkapelle, ul. Moskowskaja 7, 1934 erbaut, heute Kinderbibliothek
- ehemalige Synagoge, 1911 erbaut am Kurhaus, nach 1990 abgetragen, Eingangsportal erhalten (?)[23]

## Persönlichkeiten

### Söhne und Töchter des Ortes
- Reinhart Bezzenberger (1888–1963), Landesrat in Ostpreußen
- Curt Falkenheim (1893–1949), deutscher Kinderarzt
- Mary Saran (1897–1976), deutsche Publizistin
- Abel Ehrlich (1915–2003), deutscher Komponist
- Beate Uhse (1919–2001), deutsche Pilotin und Unternehmerin
- Joachim Hellmer (1925–1990), deutscher Jurist und Hochschullehrer
- Klaus Rolinski (* 1932), deutscher Jurist und Hochschullehrer
- Wolf-Dieter Stubel (1941–2023), deutscher Hörfunkmoderator
- Volker Lechtenbrink (1944–2021), deutscher Schauspieler

### Mit dem Ort verbunden
- Sem Chaimowitsch Simkin (1937–2010), russischer Hochseefischer und Dichter, ist im Ort beerdigt

### In der Belletristik
- Patrick White, Nobelpreisträger für Literatur 1973, besuchte Cranz Anfang der 1930er Jahre.[24]

„Ich erinnere mich an das kleine Ostseebad Cranz, am Rande der Stadt bis zu den Knöcheln in den schweren weißen Sand einsinkend, genauso wie in den Straßen mit den weißgekalkten Holzhäusern, auf denen das Licht dicht und golden wie der Bernstein lag, der entlang der Küste gefunden wurde. (..) es war aus der Zeit gefallen und hatte keine Verbindung zu irgendeinem Land, das ich besucht hatte.“